# Lúcio Mússio Emiliano
Lúcio Mússio Emiliano Egípio (em latim: Lucius Mussius Aemilianus signo Aegippius) foi um oficial e então usurpador do século III contra o imperador Galiano (r. 253–268), um dos Trinta Tiranos da História Augusta.

## História
Emiliano possivelmente tinha origens italianas. Sua vida e carreira são conhecidas com base numa inscrição sua e algumas menções em papiros do Egito. Homem egrégio (membro da ordem equestre), atua como prefeito dos veículos das Gálias Aquitânia, Lugdunense e Narbonense, talvez sob Filipe, o Árabe (r. 244–249), procurador de Alexandria, Pelúsio e Paretônio, procurador de Óstia (247), vice-prefeito do Egito (fim dos anos 250) e finalmente prefeito do Egito (259–261).
Emiliano foi responsável pela implementação das leis de Valeriano (r. 253–260) contra os cristãos e participou na perseguição contra o patriarca Dionísio de Alexandria (r. 248–265) e outros (Máximo, Fausto, Eusébio, Queremão). Em 260, após a captura de Valeriano pelo Império Sassânida, apoiou os usurpadores Macriano e Quieto, uma vez que suas moedas foram emitidas em Alexandria. Quando a revolta foi debelada, Emiliano proclamou-se imperador no Egito uma vez que, ao apoiar usurpadores, não tinha outra escolha senão rebelar-se contra Galiano (r. 253–268).
Galiano enviou homens sob comando de Aurélio Teódoto, que derrotam-o antes de 30 de março de 262. Ele foi executado pelas tropas lealistas junto de Memor, um possível aliado. Sua execução, segundo Christian Körner, pode até ter sido por sua tentativa de tornar-se imperador, mas foi provavelmente motivada pelo apoio prestado a Macriano. Seja como for, Teódoto sucede-o com prefeito.